# Liv Hovde
Liv Hovde (* 25. Oktober 2005 in Minnesota) ist eine US-amerikanische Tennisspielerin.

## Karriere
Hovde gewann im Alter von 15 Jahren den Titel beim Easter Bowl der U18-Konkurrenz. Im Oktober 2021 gewann Hovde den Titel bei den ITF JB1 Pan American Closed Championships in Nicholasville. Im Dezember 2021 erreichte sie bei der Orange Bowl das Achtelfinale der U18.
Bei den US Open 2021 erhielt sie eine Wildcard für das Juniorinneneinzel, wo sie aber bereits in der ersten Runde gegen Jana Kaladsinskaja knapp in drei Sätzen mit 2:6, 6:1 und 2:6 verlor. Im Juniorinnendoppel erhielt sie zusammen mit Partnerin Sarah Hamner ebenfalls eine Wildcard. Die beiden scheiterten aber in der ersten Runde an der Paarung Pimrada Jattavapornvanit / Annabelle Xu ebenfalls knapp in drei Sätzen mit 6:4, 3:6 und [5:10].
Bei den Australian Open 2022 erreichte sie nach Siegen über Talia Gibson, Giorgia Pedone, Xenija Saizewa und Michaela Laki das Halbfinale des Juniorinneneinzel, im Juniorinnendoppel mit Partnerin Alexis Blokhina das Viertelfinale, wo die beiden dann aber Clervie Ngounoue und Diana Schneider mit 6:4, 4:6 und [8:10] unterlagen. Bei den French Open schied sie im Juniorinneneinzel als an Nr. 6 Gesetzte bereits im Viertelfinale aus, ebenso wie im Juniorinnendoppel an der Seite von Partnerin Qavia Lopez. In Wimbledon ging sie als topgesetzte Spielerin im Juniorinneneinzel an den Start und gewann den Titel mit sechs Siegen im Hauptfeld, wobei sie nur einen Satz im Achtelfinale gegen Kayla Cross abgeben musste. Im Juniorinnendoppel zog sie mit Partnerin Qavia Lopez ihre Teilnahme vor Beginn der ersten Runde zurück. Bei den US Open erhielt sie eine Wildcard für die Qualifikation des Dameneinzels, war aber in der ersten Runde gegen Wang Qiang mit 2:6 und 1:6 chancenlos. Im Juniorinneneinzel schied sie auch bereits in der zweiten Runde aus, konnte aber im Juniorinnendoppel mit ihrer neuen Partnerin Taylah Preston das Halbfinale erreichen. Ende September gelang ihr der erste Titelerfolg im Einzel auf der ITF Women’s World Tennis Tour.

## Turniersiege

### Einzel
| Nr. | Datum              | Turnier       | Kategorie | Belag     | Finalgegnerin    | Ergebnis       |
| --- | ------------------ | ------------- | --------- | --------- | ---------------- | -------------- |
| 1.  | 25. September 2022 | Lubbock       | ITF W15   | Hartplatz | Carson Branstine | 7:62, 6:1      |
| 2.  | 23. Oktober 2022   | Fort Worth    | ITF W25   | Hartplatz | Reese Brantmeier | 7:61, 6:4      |
| 3.  | 21. Mai 2023       | Bethany Beach | ITF W25   | Sand      | Raveena Kingsley | 6:4, 65:7, 6:2 |
| 4.  | 14. April 2024     | Boca Raton    | ITF W35   | Sand      | Akasha Urhobo    | 3:6, 6:4, 6:2  |

### Doppel
| Nr. | Datum            | Turnier      | Kategorie | Belag             | Partnerin        | Finalgegnerin                        | Ergebnis         |
| --- | ---------------- | ------------ | --------- | ----------------- | ---------------- | ------------------------------------ | ---------------- |
| 1.  | 7. Oktober 2023  | Redding      | ITF W25   | Hartplatz         | Clervie Ngounoue | Kayla Cross María Herazo González    | 6:3, 7:5         |
| 2.  | 4. November 2023 | Edmonton     | ITF W25   | Hartplatz (Halle) | Kayla Cross      | Allura Zamarripa Maribella Zamarripa | 4:6, 6:4, [10:7] |
| 3.  | 13. Januar 2024  | Loughborough | ITF W35   | Hartplatz (Halle) | Ella McDonald    | Alicia Barnett Sarah Beth Grey       | 4:6, 6:2, [10:7] |